# Eulaema basicincta
Eulaema basicincta är en biart som beskrevs av Jesus Santiago Moure 2000. Eulaema basicincta ingår i släktet Eulaema, tribus orkidébin, och familjen långtungebin. Inga underarter finns listade.